# A környezetszennyezés hatásai
A gazdasági fejlődés és a mai profitközpontú gazdálkodás erőteljesen háttérbe szorítja a környezetvédelmi érdekeket. Ez a szócikk próbál rávilágítani a környezetszennyezés súlyosságára. Minden amit a Föld ellen teszünk ránk is visszahat, hiszen az ember is a Földön élő lény.

## Előzmények
Az ember környezetformáló tevékenysége korábbra tekint vissza, mint azt gondolnánk. A folyamat már az őskorban is megfigyelhető volt, bár ekkor még létezett egyfajta harmónia a természet és elődeink között. Ez a harmónia az idő múlásával, a megismeréssel és a fejlődéssel arányosan torzult.
Az ókorban már megjelent a csatornázás, kereskedelmi útvonalak, sőt egész hálózatok épültek, a földeket egyre nagyobb mértékben sajátították ki termőföldnek. Gigantikus építményeket alkottak, melyekhez alapanyagul a környező vidék köveit, kőzeteit használták (főleg mészkő, gránit).
A középkorban a különböző járványok térhódítása az alacsony higiénészint ékes bizonyítékai. A főleg szerves eredetű szennyezés megfertőzte a vizeket, ami már önmagában komoly problémákat eredményezett, tekintve, hogy a víz az élet legfontosabb alapfeltétele.
Azonban a legszembetűnőbb változás az ember és környezet kiegyensúlyozott viszonyában az ipari forradalom időszakára tehető. Ez a változás a dinamikus, robbanásszerű fejlődésnek köszönhető, melynek alapját az ipar modernizálása és az infrastruktúra bővülése képezte. A szén energiaforrásként történő felhasználása és a vasérc fokozott mértékű bányászása elősegítette a vaskohászat megerősödését, ami kedvezőtlen volt a levegő tisztaságára nézve. A széntüzelésű kazánok által ontott magas kéntartalmú füst következtében a városok levegője olyannyira szennyezetté vált, hogy ez a napsütéses órák számát is csökkentette. Ennek egészségügyi következményei a rosszul táplált lakosság körében hamar megjelentek (angolkór). A városokon, ipartelepeken átfolyó folyókba hatalmas mennyiségű kommunális- és ipari szennyvíz került. Az ipari forradalomtól kezdve a légszennyezés és a vízszennyezés is egyre súlyosabb környezeti ártalomként jelentkezett. Ezek a károk, bár súlyosak voltak, még nem váltak globálissá, a bioszféra egyensúlyát nem veszélyeztették.
A II. világháborút követően az olaj energetikai célú felhasználásával olyan olcsó és bőséges energiaforráshoz jutott az emberiség, amellyel korábban senki sem rendelkezett. Az ipar elterjedése, az új technológiai eljárások- valamint a termékváltás üteme hihetetlenül felgyorsult. Mindez lehetővé tette a javuló áruellátást. A gazdasági élet fellendülésével párhuzamosan és hasonló gyorsasággal terjedt a környezetszennyezés. De a növekvő termékmennyiség és a javuló életszínvonal sokáig feledtette a környezetben okozott károkat. A környezeti károk azonban a tudományos-technikai forradalom hatására globálissá váltak.

## Univerzális hatások

### Vízszennyezés
Vízszennyezésnek nevezzük azt a környezetszennyező folyamatot, melynek során a víz főként emberi tevékenységből kifolyóan rosszabb minőségűvé válik. A vízszennyezés a vízi állatokat és növényeket károsítja, vagy pusztítja el. Az állatokat akár fizikai módon is rongálhatja. A vízszennyezés következménye lehet a tápanyag-feldúsulás, a halak vagy egyéb állatok pusztulása. Ugyanakkor a vízszennyezés nem minden esetben elválasztható a levegő szennyeződésétől sem. A különböző mérgező anyagok, mint például a nitrogén-oxidok vagy a kén-dioxid levegőbe jutása az esővizet szennyezheti, ami később a talajba, tengerekbe és folyókba is eljut.

### Talajszennyezés
A talajszennyezés a környezetszennyezés azon válfaja, melynek során az emberi tevékenység elsősorban a talaj minőségét veszélyezteti. Habár a talaj szennyeződését elsősorban a szemét és a hulladéklerakók okozzák, áttételesen a vízszennyezés is okozhatja a talaj minőségének romlását. A talajszennyezés leggyakoribb forrásai a szemét- és hulladéklerakók: ha nem tartják be a környezetvédelmi előírásokat, veszélyes
anyagok (mérgek, nehézfémek) szivárognak a talajba. Emellett a talajt szennyezhetik a rovarirtó és növényvédő szerek, a nitrogén- és foszfortartalmú műtrágya. A talaj szennyezésének egyik mellékhatása az, hogy a növények felszívják a szennyezést, és őket elfogyasztva a szennyezés bekerül az emberi szervezetbe is.

## Megoldási kísérletek

### Szelektív hulladékgyűjtés
Ezzel a megoldással az ember visszaszoríthatja a felesleges hulladék pazarlást. Így az óceánokba kevesebb szemét jut.